# Liga Nacional de Sófbol Femenino División de Honor 2019
La Liga Nacional de Sófbol Femenino División de Honor 2019 es la edición de 2019 de la Liga Nacional de Sófbol Femenino División de Honor, máxima categoría de este deporte en España.

## Formato
- Fase de clasificación
  - Liga, todos contra todos, a una sola vuelta y doble encuentro por jornada. Esta fase de clasificación constará, por lo tanto, de 9 jornadas (10 equipos), dando comienzo el día 10 de marzo y finalizando el día 19 de mayo. Jornadas de recuperación: 1 de mayo (opcional), 26 de mayo y 2 de junio.
- Fase final
  - Al término de la fase de clasificación, los equipos clasificados en los puestos 1.º, 2.º y 3.º formarán el Grupo 1 (por el título), los equipos clasificados en los puestos 4.º, 5.º, 6.º y 7.º formarán el Grupo 2 (por un puesto en la Copa S.M. La Reina), y los equipos clasificados en los puestos 8.º, 9.º y 10.º formarán el Grupo 3 (para evitar jugar la Serie de Promoción entre el 10.º clasificado de División de Honor y el 1.º clasificado de Primera División, en el caso de que se jugara un Campeonato de España de Primera División y el 1.º o 2.º clasificado tuvieran derecho al ascenso a División de Honor).

Cada grupo de esta fase final jugará una liga, todos contra todos, a una sola vuelta y doble encuentro por jornada, actuando como equipo local en cada jornada el que lo hubiera hecho como visitante en los encuentros jugados por los mismos equipos en la primera fase. Además, para establecer la clasificación de cada grupo en esta fase final serán válidos los resultados de los encuentros jugados en la primera fase entre los equipos que forman parte de cada grupo.
Esta fase final constará, por lo tanto, de tres jornadas, dando comienzo el día 9 de junio, y finalizando el día 23 de junio. Jornada de recuperación: 14 de julio.
- Serie play off final
  - Al término de la fase final, los dos primeros clasificados del Grupo 1 jugarán una serie play off final, al mejor de cinco encuentros en dos jornadas, jugándose la primera jornada (los dos primeros encuentros) en el terreno de juego del segundo clasificado, y la segunda jornada (los restantes encuentros) en el terreno de juego del primer clasificado. En todo caso, la serie finalizará cuando uno de los equipos haya ganado tres encuentros. La serie play off final se jugará los días 21 de julio (primera jornada), y 27 y 28 de julio (segunda jornada).[1]

## Equipos
| Equipo                                        | Estadio                                       | Capacidad | Localidad                 |
| --------------------------------------------- | --------------------------------------------- | --------- | ------------------------- |
| Club de Béisbol y Sófbol de Rivas-Vaciamadrid | Campo de sófbol Cerro del Telégrafo           |           | Rivas-Vaciamadrid         |
| Dridma Rivas Sófbol Club                      | Campo de sófbol Cerro del Telégrafo           |           | Rivas-Vaciamadrid         |
| Club Atlético San Sebastián                   | Campo de Sófbol Riberas de Loyola             | -         | San Sebastián             |
| Club de Sófbol Fénix Valencia                 | Campo municipal de béisbol-sófbol de Valencia |           | Valencia                  |
| Club de béisbol y softbol Sant Boi            | Campo municipal de béisbol                    | 500       | San Baudilio de Llobregat |
| Club Béisbol Viladecans                       | Estadi Olimpic de Viladecans                  | 1.500     | Viladecans                |
| Orioko Bate Bizkorrak                         | Campo de Sófbol de Mendibeltz                 |           | Orio                      |
| Projecte Softball Gavanenc                    | Campo municipal de béisbol Can Torelló        |           | Gavá                      |
| Club Béisbol Cambre                           | Acea Da Ama                                   |           | Cambre                    |